# Aeroportul Buluh Tumbang
Aeroportul Buluh Tumbang (IATA: TJQ, ICAO: WIOD) este un aeroport din Bangka Belitung Islands⁠(d), Indonezia ce deservește zona Tanjung Pandan⁠(d). Aeroportul a fost tranzitat în 2018 de 1.044.084 de pasageri.
Situat la o altitudine de 44 m, aeroportul dispune de o singură pistă.